# Yvonne von Deschwanden
Yvonne von Deschwanden-Steinmann (* 1954) ist eine Schweizer Politikerin (FDP).

## Leben
Deschwanden ist in Hochdorf aufgewachsen, wo sie auch die Schulen besuchte. Das Lehrerseminar in Hitzkirch beendete sie mit dem Mittelschulabschluss. Sie war von 1975 bis 1980 Oberstufenlehrerin in Buochs. Danach arbeitete sie als Familienfrau und für das eigene Druckereiunternehmen und ab 1987 als Mitarbeiterin im Elektrounternehmen ihres Ehemanns, wo sie die Finanzen und das Personalwesen betreute. Seit 2008 arbeitet sie beim Elektro- und Informatikunternehmen CKW Conex AG in Luzern.
Sie gehörte von 1994 bis 2006 dem Landrat an, den sie 2005/06 präsidierte. Sie war Co-Präsidentin der interkantonalen Spitalkommission Nidwalden/Obwalden und sechs Jahre Fraktionschefin der FDP. Seit 2010 ist sie Regierungsrätin des Kantons Nidwalden. Sie amtiert dort als Gesundheits- und Sozialdirektorin und als stellvertretende Bildungsdirektorin und war im Amtsjahr 2013/2014 Landammann des Kantons Nidwalden.
Deschwanden ist verheiratet und Mutter einer erwachsenen Tochter. Sie wohnt in Buochs.